# Workers and Unemployed Action
Workers and Unemployed Action (WUA; irisch Gníomhaíocht na nOibrithe agus na nDífhostaithe) ist eine linksorientierte politische Partei in Irland, die 1985 von Séamus Healy als Bewegung in Clonmel (County Tipperary) gegründet wurden. 
Die Partei steht für den Irischen Republikanismus, für eine progressive Besteuerung und für Vollbeschäftigung. Anerkannt ist die Partei seit 2008.

## Geschichte
Die Versuche, in den späten 1980er und folgenden 1990er Jahren, in den Dáil Éireann einzuziehen, scheiterten. Erst bei den Nachwahlen 2000 für den Wahlkreis Tipperary South konnte Séamus Healy – als unabhängiger Kandidat – in das irische Unterhaus einziehen. Bei der Wahl 2002 wurde Healy als Unabhängiger wiedergewählt, verlor dann aber bei der Wahl 2007 (als Unabhängiger) sein Mandat. 2005 trat Phil Prendergast zur Labour Party über. 
2010 trat die Partei dem Wahlbündnis United Left Alliance bei. Wegen einer Steueraffäre um Mick Wallace wurde das Bündnis jedoch bereits 2012 von Healy verlassen.
Bei den Wahlen 2011 und 2016 (als Unabhängiger) war Healy noch erfolgreich, verlor dann aber bei den Wahlen 2020 (als Unabhängiger) sein Mandat. Erst 2024 konnte er es als Unabhängiger zurückgewinnen.